# Пятеро детей и Оно
«Пятеро детей и Оно» — детский роман английской писательницы Эдит Несбит. Первые рассказы начали публиковаться в 1902 году в журнале «Strand Magazine» под общим названием «The Psammead». Затем рассказы были включены в роман, который был опубликован в том же году. Это первый том трилогии, в которую входят «Феникс и ковёр» (1904) и «История амулета» (1906).

## Содержание
Группа детей переезжает из Лондона в сельскую местность. Пятеро детей — Сирил, Антея, Роберт, Джейн и их младший брат, известный как Ягненок — играют в гравийном карьере, когда встречаются с довольно злобной Псаммидой, песчаной феей со способностью исполнить пожелания. Псаммид убеждает детей брать по одному желанию каждый день, с оговоркой, что желания превратятся в камень на закате дня. Первое желание пятерых детей - быть «прекрасными как день». Желание заканчивается на закате, и его эффекты просто исчезают, в результате чего Псаммид замечает, что некоторые желания слишком причудливы, чтобы их можно было превратить в камень.
Все желания комично не сбываются. Дети хотят быть красивыми, но слуги их не узнают и выгоняют из дома. Они хотят быть богатыми и у них в гравийной яме оказываются много золотых лопаточных гиней, которые ни один магазин не примет, поскольку они давно вышли из обращения. Пожелав себе крылья для полёта, на закате дети застревают на вершине церковной колокольни и не могут спуститься вниз.
Над Робертом издевается мальчик пекаря, поэтому он желает, чтобы стать очень большим, после чего становится одиннадцати футов ростом, а другие дети показывают его на передвижной ярмарке за монетами. Они также желают встретиться с настоящими индейцами, но это заканчивается тем, что с детей чуть не снимают скальпы.
Самый младший из них, Ягненок, заболев, стал жертвой двух несбывшихся желаний. В одном дети, вынужденные ухаживать за больным братом, желают, чтобы за ним ухаживал кто-то другой. В итоге детям приходится отбиваться от похитителей детей. Позже они пожелали, чтобы Ягненок рос быстрее, в результате он сразу превращается в эгоистичного, самодовольного молодого человека, который сразу же бросает их всех.
Наконец, дети случайно пожелали подарить своей матери украшения богатой женщины, и все украшения оказались в их доме. Богатая женщина обратилась в полицию и в краже украшений обвинят егеря, который теперь является их другом. И дети должны выпросить у Псаммиды сложную серию желаний, чтобы все исправить. Она соглашается, при условии, что они больше никогда не будут спрашивать никаких желаний. Только Антея, сблизившаяся с феей, делает так, чтобы последнее желание состояло в том, чтобы они снова встретились с ней. Псаммид уверяет их, что это желание будет исполнено.

## Экранизации
По роману несколько раз снимали фильмы для телевидения и кино:
- В 1985–1986 годах по японскому каналу NHK транслировалась японская версия аниме «Onegai! Samia-don», 78 серий.

- На британском телевидении роман был показан в двух экранизациях, обе на BBC.

- В 2004 году была выпущена киноверсия с Фредди Хаймором, Тарой Фитцджеральд, Джонатаном Бейли, Зои Ванамакер и Кеннетом Брана в главных ролях, а Эдди Иззард озвучивал Псаммида.